# Asiatech
Az Asiatech az Asia Motor Technologies France kereskedelmi neve, a dr. John Gano és Enrique Scalabroni által alapított társaság, amely a Peugeot Formula–1-es programjának eszközeit vásárolta meg a 2000-es szezon végén. Először motorszállítóként jelentek meg az Arrows és a Minardi csapatai számára 2001-ben és 2002-ben. Az volt a szándékuk, hogy 2004-ben vagy 2005-ben a Formula–1-be lépjenek a saját csapatukkal, azonban erre nem került sor.

## Története[1]

### A kezdetek
A 2000-es szezon második felében a Peugeot bejelentette, hogy kivonul az F1-ből a szezon végén, miután évről-évre egyre gyengébb teljesítményre voltak képesek a Prost Grand Prix partnereként. A francia gyártó eszközeit, erőforrásait azonban ekkor megvásárolta a frissen alapított Asia Motor Technologies (AMT), amelyet Dr. John Gano és Enrique Scalabroni jegyzett, és a fő céljuk egy teljes egészében ázsiai hátterű F1-es csapat létrehozása volt. A gazdasági háttér adott volt, mivel a két szakember mögött Hideo Morita, a Sony egyik örököse állt.
Az Arrows csapat tulajdonosa, Tom Walkinshaw érdeklődött az Asiatech motorok iránt, és megállapodást kötött az Asiatech-el. 2000. október 12-én egy AMT-motoros Arrows-al Pedro de la Rosa pályára is hajthatott Valenciában, és az első körök megtétele után mind a csapat, mind a gyártó rendkívül elégedett volt a látottakkal. Az AMT ingyen szállította az Arrowsnak a V10-es motorokat a 2001-es szezonra. Az AMT 2000 decemberében nevet változtatott, felvette az Asiatech-elnevezést.
A 2001-es szezon azonban csalódás volt: az Asiatech-motorral hajtott Arrowsok lassúak voltak, és mindössze egyszer sikerült pontot szerezniük, Jos Verstappen osztrák nagydíjon elért 6. helyének köszönhetően. Az évad végén Walkinshaw csalódott volt, és felbontotta a szerződést az Asiatech-el, és leszerződött a Cosworth-tal 2002-re.
2002-ben az Asiatech a Minardinak szállított motorokat, szintén ingyenesen. Egy alkalommal szereztek pontot, Mark Webber 5. helyezésének köszönhetően az évadnyitó ausztrál nagydíjon.

### Csapatalapítási tervek
Az Asiatech 2002. március végén bejelentette, hogy a vállalat a Formula 1-be való belépést tervezi a saját csapatukkal, és egy vadonatúj V10-es motorral 2004-ben vagy 2005-ben. A társaság megvásárolta a Williams F1 régi létesítményeit Didcotban az autó tervezéséhez és fejlesztéséhez, míg a motor továbbfejlesztése folytatódna a Párizs melletti régi Peugeot létesítményekben. A társaság néhány hét alatt 170-ről legalább 220-ra emelte alkalmazottainak számát.
2002 júniusában világossá vált, hogy a Jordan Formula 1-es csapata elveszíti a Honda motorjait 2003-ra, mivel a Honda a British American Racing csapatra összpontosította a motor fejlesztését. Ekkor az is szóba került, hogy az Asiatech nem a nulláról építi fel csapatát, hanem megvásárolja a Jordant. Azonban a csapat tulajdonosa, Eddie Jordan hamar szerződést kötött a Forddal, és úgy döntött, folytatja saját erejéből az F1-es szereplést, így az Asiatech más felé fordult.
Egy másik jelölt a motorpartnerük, a Minardi F1-es csapata volt. Miután Stoddart megtudta, hogy 2003-tól nem kapja meg ingyenesen az Asiatech új motorját, felmondta az Asiatech-el kötött megállapodást, és megállapodást kötött a Cosworth céggel.
Szintén 2002 júniusában újabb szakemberek érkeztek az Asiatech-hez, többek közt Sergio Rinland, illetve a Brabham egykori mérnöke, Ron Tauranac, ők már konkrét szélcsatorna-modelleket terveztek és készítettek a leendő F1-es csapat autójáról, az A-001-esről, amely rendkívül ígéretesnek tűnt.
2002. szeptember 14-én, az olasz nagydíj hétvégéjén az Asiatech bemutatta terveit a médiának és a szakmának is. Az egyik terv az volt, hogy a cég 2004-ben vagy 2005-ben debütáljon egy saját autóval rendelkező csapatként. A cég egy vadonatúj Asiatech V10 motor, a 003 V10 motorjának terveit is bemutatta. A terv az volt, hogy az egységek 2004-ben készen álljanak arra, hogy teszteljék őket, vagy akár egy csapathoz szállítsák. A cég bemutatta az A-001 névre keresztelt szélcsatorna-modelljét is, amely rendkívül innovatív felfüggesztéssel és aerodinamikával rendelkezett, és amelyet folyamatosan fejlesztettek.
Azonban az egész projekt teljesen váratlanul megakadt, és a 2002-es szezon végén minden összeomlott. Mivel nem voltak olyan csapatok, amelyeket elláthattak volna motorokkal, és mivel a társaság pénzügyi gondokkal küzdött, be kellett fagyasztani új motorjuk fejlesztését. Nem sokkal ezután befagyasztják az Asiatech A-001 fejlesztését és kialakítását, mivel a finanszírozás hiánya miatt a cég 2002 végére eltűnt a Formula 1-ből. A 2002-es japán nagydíj volt az utolsó, hogy Asiatech-motorral szerelt autó versenyzett a Formula 1-ben. 2003-ra nyoma sem maradt a projektnek, még a projektet vezető Scalabroni sem tudta például, hogy az elkészült modellek hová tűntek.
2003 februárjában az Asiatech társaság vagyonát egy Párizsban tartott aukción adták el.